# Paccaicasa
Paccaicasa o Pacaycasa es el nombre de un complejo arqueológico ubicado en la cueva de Piquimachay (del quechua: Pikimachay ‘cueva de la pulga’), situado en el distrito de Pacaycasa, provincia de Huamanga, departamento de Ayacucho, en el Perú. Fue estudiado a fines de la década de 1960 por el arqueólogo estadounidense Richard MacNeish de la Universidad de Calgary. En el nivel o estrato más inferior de dicha cueva, conocido como Fase Pacaicasa, se hallaron huesos de animales de la megafauna andina (Pleistoceno tardío), asociados con toscos instrumentos líticos fabricados supuesta-mente por el hombre primitivo, aunque no se hallaron restos óseos humanos. MacNeish, basándose en la datación del carbono 14 en los huesos de origen animal, calculó la antigüedad del hombre de Pacaicasa en 20.000 a. C. Dicha cueva habría sido habitada temporalmente por primitivos y pequeños grupos de cazadores-recolectores, que serían los más antiguos hombres del territorio peruano y de Sudamérica. Sin embargo, la existencia del hombre de Pacaicasa fue cuestionada por diversos arqueólogos, como Thomas Lynch, Augusto Cardich, Danièle Lavallée y Duccio Bonavia, quienes consideraron que no había evidencia suficiente para sostener la presencia del hombre en suelo peruano en aquellos remotos milenios.
Actualmente, la tendencia más aceptada es rechazar la existencia del hombre de Pacaicasa. Las huellas más antiguas y confiables del hombre prehistórico en el Perú datan en realidad de fines del Pleistoceno, es decir, hacia 13 000 a 10.000 a. C., y se hallan en El Guitarrero I, Piquimachay (fase Ayacucho), Paiján y Lauricocha.

## Etimología
Pacaycasa (del quechua: Pakayqasa ‘nevado oculto’), es el nombre de un pueblo, que es a la vez la capital del distrito ayacuchano del mismo nombre. Ha dado su nombre al complejo arqueológico que se halla precisamente en su jurisdicción.

## Geografía
La cueva de Piquimachay, sede del complejo Pacaicasa, se encuentra ubicada a 25 km al norte de la ciudad de Ayacucho, en el camino hacia Huanta, y a una altitud de 2.740 m s. n. m. Corresponde a los andes del sur peruano. El clima en la zona es templado y seco con una temperatura promedio de 17,5 °C. Aunque el clima es mayormente seco, la época de lluvias es de noviembre a marzo. El paisaje está cubierto de molles, tunales y chamanas, vegetación propia de la zona.

## Tiempo de MacNeish
MacNeish dio el nombre de Fase Pacaicasa al nivel o estrato más profundo de la cueva. De acuerdo con su teoría, sería la primera fase ocupacional del yacimiento. Los restos arqueológicos estudiados (instrumentos líticos y huesos de animales extinguidos) tendrían una antigüedad probable de 20.000 a 13 000 a. C. Uno de los huesos de animal hallados dio la fecha radiocarbónica de 17.650 ± 3.000 a. C.
En total, MacNeish distinguió cuatro niveles superpuestos en el interior de la cueva:
- Pacaicasa (20.000 - 13 000 a.C.) Cazadores recolectores (Lítico)
- Ayacucho (13 000 - 11.000 a. C.) Cazadores recolectores
- Huanta (11.000 - 8000 a. C.) Cazadores recolectores
- Puente y Jaywa (8000 - 6000 a. C.) Cazadores recolectores
- Piki (6000 - 4000 a. C.) Arcaico
- Chihua y Cachi (4000 - 2000 a. C.) Arcaico.

## Evidencias arqueológicas
Según MacNeish, las herramientas líticas halladas en la fase Pacaicasa de la cueva de Piquimachay constituyen los artefactos más antiguos hechos por el hombre andino.
Dichos artefactos líticos suman en total 71, más unos 100 núcleos y lascas, mezclados con 96 restos óseos de animales extinguidos, cuatro de los cuales fueron al parecer utilizados como herramientas. Exceptuando una herramienta lítica hecha de basalto, las restantes están hechas de toba volcánica, material procedente de la misma cueva. Ese instrumental lítico, muy tosco, habría servido para chancar, descarnar, entre otras funciones desconocidas.
Diversos arqueólogos (Lynch, Cardich, Lavallèe, Bonavia) han cuestionado la existencia de la fase cultural Paccaicasa, descartando la intervención humana en los “instrumentos” y su asociación con los huesos de paleofauna local. Argumentan que los utensilios líticos son simplemente rocas fracturadas de la misma cueva, producidas de manera natural. En cuanto a los huesos de animales, consideran que no existe ninguna evidencia que los relacione con la actividad humana. También señalan la falta de evidencias de fogones, es decir, restos de carbón, lo que constituiría una prueba contundente del hombre en aquella época glacial.

## Modo de vida
De acuerdo a la hipótesis de MacNeish, los hombres de Pacaicasa vivían de la recolección de frutos y raíces silvestres, y también de la caza de animales salvajes. Probablemente, Paccaicasa fue uno de los pocos sitios del antiguo mundo andino donde el hombre fue cazador de grandes animales.
Esas primeras bandas u hordas, dependientes totalmente de los recursos de la naturaleza, eran nómades o trashumantes y se trasladaban de un lugar a otro en búsqueda de alimentos. Las cuevas, como Piquimachay, les servían como refugio temporal, almacén y santuario.

### Fauna andina contemporánea
Algunos de los grandes ejemplares de la fauna andina contemporánea a los hombres de Paccaicasa fueron:
- Megaterio
- Mastodonte
- Paleolama
- Tigre dientes de sable
- Gliptodonte o armadillo gigante

Además, abundaban animales menores, como por ejemplo, el cérvido, el puma y el caballo americano. La cadena biológica silvestre se completaba con animales menores como la rata, el ratón, el conejo, el cuy, la vizcacha, el zorrino, el pato, etc.

### Flora de la zona
En aquel tiempo, la zona estaba cubierta de abundante pasto, hierbas y grandes árboles.

## Cuestionamiento
Arqueólogos como Lynch, Cardich y Bonavia pusieron en duda la antigüedad dada al hombre de Pacaicasa, al no haber restos antroposomáticos que puedan fecharse de manera incuestionable en esa lejana época glacial. Suponiendo que la cueva estuvo habitada hace 20.000 a. C., como sostiene MacNeish, naturalmente que el hombre debió realizar fogatas en su interior para evitar el extremo frío de la época del pleistoceno; sin embargo, no se han hallado restos carbonizados de esas épocas.
Por otro lado, el 95% de las supuestas herramientas líticas de fabricación humana son de toba volcánica desgajada de las paredes de la misma cueva, material que no es apropiado para la talla, pues se fractura con facilidad. El hombre de entonces habría usado un mejor material para sus herramientas, como los que existían en el exterior de la caverna. Lo más probable es que esas piezas líticas se hayan desprendido del techo de la cueva de forma natural y que sus formas peculiares sean producto de la erosión. 
En consecuencia, existe actualmente una fuerte tendencia que rechaza que Pacaicasa sea la evidencia del primer habitante del Perú, ya que las pruebas presentadas por Richard MacNeish no son concluyentes.